# Jonathan Tetelman

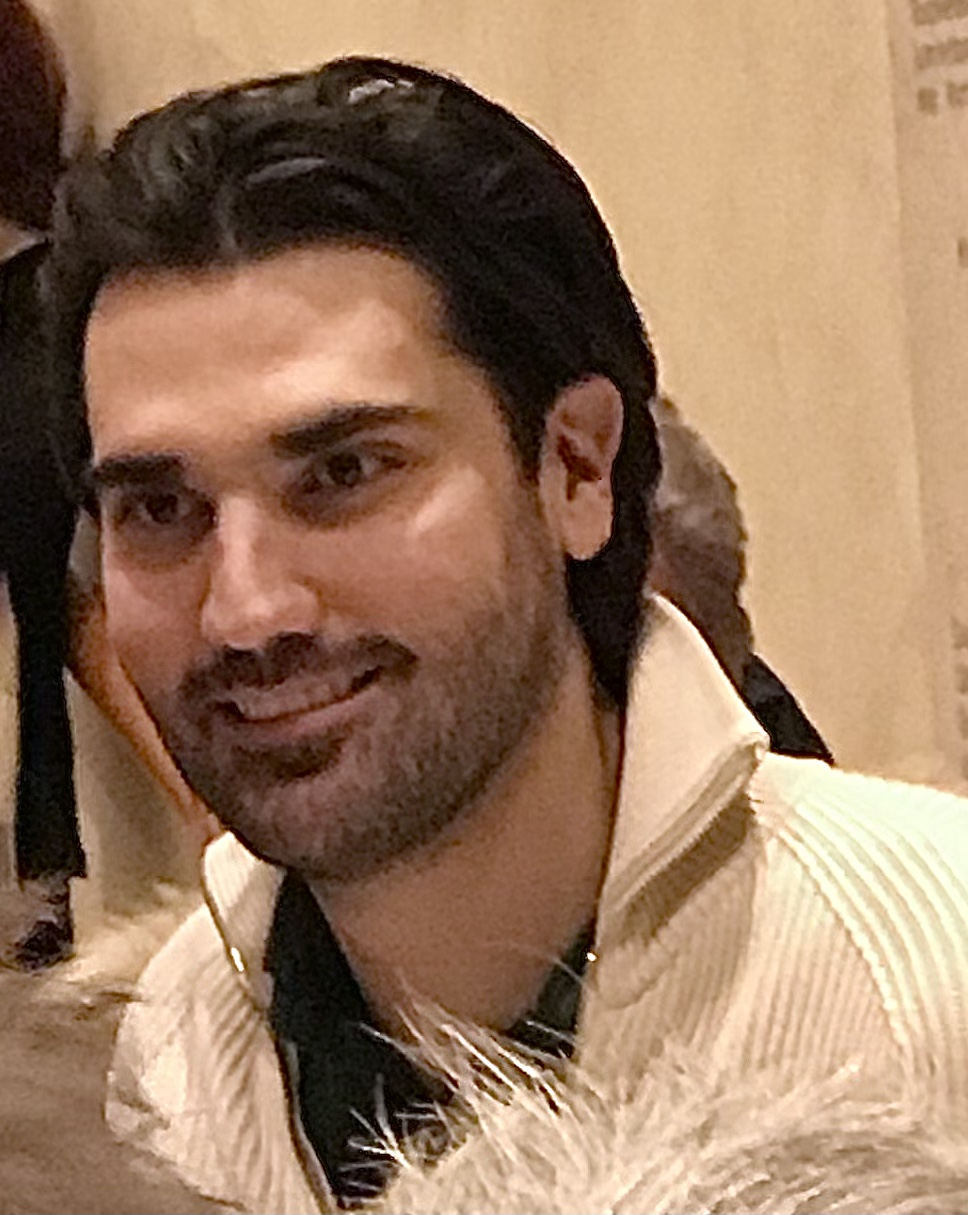
Jonathan Tetelman (2023)

Jonathan Tetelman (geboren 1988 in Castro, Chile) ist ein chilenisch-US-amerikanischer Opernsänger im Stimmfach des „Tenore spinto“.

## Leben und Wirken
Jonathan Tetelman wurde im Alter von sieben Monaten von einem amerikanischen Ehepaar adoptiert und wuchs in Princeton im US-Bundesstaat New Jersey auf. Schon als Kind fiel seine schöne Stimme auf. Sein Talent wurde an der American Boychoir School of Music in Princeton gefördert. Seine Gesangsstudien absolvierte er zunächst an der Manhattan School of Music in New York mit dem Bachelor-Abschluss im Fach Bariton. Anschließend studierte er am Mannes College of Music bei Mark Schnaible und Patricia McCaffrey und wechselte dort ins Tenorfach.
Bevor er seine Laufbahn als Sänger begann, verdiente er drei Jahre als DJ in Diskotheken und Clubs von Manhattan seinen Lebensunterhalt. Nach dem Gewinn mehrerer Gesangspreise wurde er zum Tanglewood Music Festival eingeladen und debütierte dort 2018 – für Piotr Beczała einspringend – als Rodolfo in Puccinis La Bohème in einer Produktion mit dem Boston Symphony Orchestra unter Leitung von Andris Nelsons.
Mit Puccini begann Tetelman auch seine Karriere in Europa. Er verkörperte diese Rolle an der English National Opera, der Dresdner Semperoper, der Komischen Oper Berlin sowie am Londoner Royal Opera House. Als Mario Cavaradossi in Tosca gastierte er am Gran Teatre del Liceu Barcelona, am Teatro Regio in Turin, an der Oper Malmö und an der Opéra de Lille, als Pinkerton in Madama Butterfly an der Opéra National de Montpellier und an der Semperoper.
In der Saison 2017/18 trat er beim Berkshire Opera Festival als Herzog von Mantua in Verdis Rigoletto und an der New Orleans Opera als Marco in George Whitefield Chadwicks Tabasco auf. Weiters sang er die Titelpartie in Massenets Werther, zunächst 2018 an der Opera del Teatro Solis in Montevideo und 2019 am Gran Teatro Nacional de Lima. Am Royal Opera House London hatte er im Januar 2020 sein Hausdebüt als Alfredo in La traviata. Im März 2021 gab er sein Rollendebüt als Paolo in Zandonais selten gespielter Oper Francesca da Rimini an der Deutschen Oper Berlin, im Oktober 2021 folgte, an der Seite von Hrachuhí Bassénz, sein Debüt in der Titelpartie von Verdis Stiffelio an der Opéra national du Rhin. Anfang 2022 sang er in einer radikalen Tosca-Neuinterpretation von Martin Kušej die Rolle des Malers Mario Cavaradossi im Theater an der Wien. Im April 2022 gab er an der Oper Frankfurt am Main sein Rollendebüt als Graf Loris Ipanoff in Fedora. Beim Maggio Musicale Fiorentino 2022 sang er an der Seite von Plácido Domingo den Jacopo Foscari in Verdis I due Foscari. Bei den Salzburger Festspielen debütierte er 2023 als Macduff in Verdis Macbeth. In der Spielzeit 2023/24 sang er an der Deutschen Oper Berlin den Luigi im Puccini-Einakter Il tabarro in einer Inszenierung von Pınar Karabulut. Im März 2024 debütierte Tetelman an der Metropolitan Opera in New York als Ruggero in La Rondine von Giacomo Puccini. Im Januar 2025 debütierte er in der Rolle des Turiddu in Cavalleria rusticana an der Wiener Staatsoper.
Tetelman tritt auch im Konzertsaal auf, seltener in klassischen Chor-Orchesterwerken wie Beethovens 9. Sinfonie, Verdis Requiem oder Edgar Elgars Oratorium The Dream of Gerontius, häufiger in Abenden mit Opernarien und Duetten, beispielsweise der Kopenhagener Verdi-Gala (mit der Sopranistin Yana Kleyn und dem Bariton Christopher Maltman). Ende 2020 war er gemeinsam mit seinen Tenorkollegen José Simerilla Romero und Matthew White in einem Weihnachtskonzert in Nanuet im Bundesstaat New York zu hören. In Gran Canaria sang er Arien von Verdi, Puccini, Ponchielli und Bizet, in der Dresdner Frauenkirche adventliche Festmusik. 2021 unternahm er mit Elīna Garanča eine Konzerttournee in Osteuropa, gewidmet der Oper Carmen, ausgestrahlt von Bartók Rádió.
Tetelman ist mit einer gebürtigen Rumänin verheiratet und Vater von zwei Töchtern (* 2022, * 2025).

## Opernrepertoire
Tetelman vertritt das Rollenfach des „Tenore spinto“. Zu den Schwerpunkten seines Repertoires gehören Opern des Verismo sowie von Giuseppe Verdi, zuvörderst Rodolfo in La Bohème, Mario Cavaradossi in Tosca, Canio in Leoncavallos Pagliacci und Werther in Massenets gleichnamiger Oper. Er singt jedoch auch Rollen, die eher dem lyrischen Fach zugerechnet werden, wie den Herzog in Rigoletto oder Alfredo in La traviata. Zu seinem Repertoire zählt auch Don José in Carmen. Es gibt weiters eine Aufnahme der Arie „La vita è inferno“ aus Verdis La forza del destino aus Kopenhagen, einer weiteren Spinto-Partie. Die Arie des Calaf, Nessun dorma, trug er 2017 in Maryland mit Klavierbegleitung vor.

## Aufnahmen
2021 unterzeichnete er einen Exklusivvertrag mit dem Label Deutsche Grammophon. Im August 2022 erschien seine Debüt-CD, die überwiegend dem Verismo und Verdi gewidmet ist. Im Folgejahr erschien das Album The Great Puccini.